# Wapen van Ieper

Het wapen van Ieper

Het wapen van Ieper is sinds de eerste officiële toekenning van 1819 in totaal drie keer aangepast. Bij elke aanpassing bleef het schild echter wel vergelijkbaar. Sinds 1925 voert de gemeente Ieper ook twee medailles onder het schild.

## Geschiedenis
Het wapen werd op 20 oktober 1819 aan de gemeente Ieper toegekend. Op 26 februari 1844 werd het wapen bevestigd. In 1925, op 31 maart, werd het wapen aangepast en ook weer toegekend om bijna 63 jaar later op 1 maart 1988 weer opnieuw bevestigd te worden. Bij elke bevestiging werd wel een nieuwe, op dat moment hedendaagse, tekening gemaakt. Veranderingen aan het wapen waren vooral de weergave van het vair. In 1925 kwamen er twee medailles onder het schild te hangen en in 1988 werd de kroon bestaande uit vijf bladeren vervangen door een muurkroon bestaande uit vijf kantelen. Ook werd de zuil die de leeuw over zijn rechterschouder houdt vervangen door een kanon.
Het wapen werd, in gewijzigde vorm, ook enige tijd als logo voor de stad gebruikt. Het logo bestond uit het Kruis van Lotharingen met de vredesduif.

## Blazoenering
Het wapen van Ieper is eenmaal bevestigd en twee keer aangepast. Hieronder worden van de vier blazoeneringen alleen de eerste en de huidige gegeven, de tussenliggende omschrijvingen verschillen niet wezenlijk met de oudste en jongste omschrijvingen.

### Blazoenering van 1819
De blazoenering van het wapen uit 1819 luidde als volgt:
Dwars door midden gedeeld, waarvan het eerste van zilver beladen met een patriarchaal rood kruis, het tweede van rood beladen met een gevaireerd kruis, het schild gedekt met een gouden kroon en ter linkerzijde vastgehouden door een klimmenden gouden leeuw dragende in deszelfs voorste regter poot een zilveren kolom.
Het wapen is horizontaal gedeeld, de bovenste helft is van zilver met daarop een rood Lotharinger kruis. Het tweede deel is rood met een kruis van vair. Op het schild staat nog een kroon van vijf fleurons. Aan de heraldisch linkerzijde staat een gouden leeuw met op diens rechterschouder een zilveren paal of kolom.

### Blazoenering van 1988
De huidige wapenomschrijving van Ieper luidt als volgt:
In keel een kruis van vair en een schildhoofd van zilver, beladen met een patriarchaal kruis van keel. Het schild getopt met een muurkroon met vijf kantelen van goud en gehouden links door een leeuw van hetzelfde, dragende op de rechterschouder een kanonloop van zilver. Twee juwelen, hangende aan hun lint, uitgaande van de schildvoet, rechts het Croix de Guerre, links het Britse militaire kruis.
Het schild is nog geheel gelijk aan het wapen uit 1819. Verschillen zijn de leeuw die nu een kanon draagt in plaats van een balk en de twee medailles die onder het schild hangen.

### Symboliek
De verschillende onderdelen van het wapen hebben ook verschillende herkomsten en symboliek. Zo is het Lotharinger kruis het oudste symbool dat op het wapen gebruikt wordt, dit komt in 1199 al op een stadszegel voor. Ook de Vlaamse leeuw (de schildhouder)  stamt uit deze tijd.
- Het Lotharinger kruis verschijnt, zoals eerder aangegeven, al in 1199 op een stadszegel van Ieper gebruikt. Sinds 1199 wordt het kruis  meestal in de schildhoofd geplaatst, een enkele keer  verscheen het als het enige element op het schild.
- Het Kruis vair komt voor het eerst op een wapen voor vanaf 1372, het schild werd in der tijd vastgehouden door twee leeuwen. Dit kruis is afkomstig uit het wapen van de familie Van Belle, zij waren de burggraven van Ieper en gebruikten het kruis ruim 100 jaar voor het in het stadswapen terechtkwam.
- De medailles worden sinds 1925 bij het wapen geplaatst, sinds dat jaar heeft Ieper het recht om deze medailles te voeren. Het zijn rechts het Franse Croix de Guerre en het Britse militaire kruis. Ieper mag de onderscheidingen gebruiken vanwege de zware gevechten rond de stad gedurende de Eerste Wereldoorlog.
- Het wapen heeft meerdere schildhouders gehad, de huidige is de Vlaamse Leeuw en deze verschijnt vanaf de jaren 1700 als vaste schildhouder. De leeuw houdt over zijn rechterschouder een kanon, dit was tot 1988 een zuil. Waar de zuil vandaan komt is onbekend, wel is bekend waar het kanon vandaan komt: deze is geplaatst als verwijzing naar de Eerste Wereldoorlog.